# Issy-les-Moulineaux
Issy-les-Moulineaux è un comune francese di 64 848 abitanti a poca distanza da Parigi situato nel dipartimento dell'Hauts-de-Seine nella regione dell'Île-de-France.
I suoi abitanti si chiamano Isséens.

## Società

### Evoluzione demografica
Abitanti censiti

## Amministrazione

### Gemellaggi
- Weiden in der Oberpfalz, dal 1954
- Frameries, dal 1979
- Hounslow, dal 1982
- Macerata, dal 1982
- Dapaong, dal 1989
- Echmiadzin, dal 1989
- Pozuelo de Alarcón, dal 1990
- Nahariya, dal 1994
- Chongwen, dal 1997
- Guro, dal 2003